# Церковь Благовещения (Апухтино)
Церковь Благовещения Пресвятой Богородицы в Апухтине (постройка 1800 год) — действующий православный храм, расположенный в селе Апухтино,Тверская область.
Церковь представляет собой кирпичный однокупольный храм в стиле зрелого классицизма с трапезной и колокольней. В трапезной находились Никольский и Успенский приделы.

## История
Церковь в Калязинском районе в селе Апухтино (ранее - селе Никольское-Опухтино) существует с XVII века. Упоминания о деревянных предшественниках каменной церкви есть в Дмитровской писцовой книге за 1627—1629 г.: «село Никольское на реке на Сабле, а в нём церковь Николы Чудотворца дервяна клецки да другая церковь Благовещение Причистые Богородицы».
Первая церковь в селе Никольское-Апухтино построена в 1710 году. В Тверском епархиальном статистическом сборнике за 1901 год написано, что в 1800 году в селе построена каменная церковь Благовещения с тремя престолами. Постройка выполнена в стиле зрелого классицизма. Службы проводились вплоть до XX века. В 1901 году служили: священник Николай Михайлович Смирнов, диакон Владимир Дмитриевич Попов, псаломщик Василий Николаевич Рахманин. Церковный староста - крестьянин Григорий Гаврилович Морозов.
Храм не закрывали до середины 30-х годов прошлого столетия.
В последующие советские годы здание использовали как склад и зернохранилище. С 2011 года ведутся работы по консервации и восстановлению церкви силами инициативной группы и местных жителей.
В 2021 году в храме возобновились богослужения.